# ميدان الألف مسكن
ميدان الألف مسكن أحد ميادين محافظة القاهرة، يقع عند بداية جسر السويس بعين شمس. في عام ١٩٦٤، خصص الرئيس جمال عبد الناصر (۱۹۱۸۵ - ۱۹۷۰)، هذه المنطقة لإقامة مشروع إسكان ( ١٠٠٠ فيلا) من دورين بنموذج معماري موحد، وقد أنشأت الدولة هذه المنطقة لخدمة المهجرين من مدن القناة. الألف مسكن ضاحية في حي عين شمس تطل على ميدان الحجاز" بمصر الجديدة وكانت عند إنشائها من أجمل مناطق مصر الجديدة، حيث التصميم الهندسي المميز والحدائق الجميلة و الفيلات العريقة التي يسكنها الأثرياء والباشوات في أربعينيات وخمسينيات القرن الماضي نظراً لتميزها بالهدوء والتنسيق المعماري والرقي.
وقد بدأت الدولة الآن في مشروع تطوير ميدان الألف مسكن ومحور "جسر السويس"، حيث يشمل المشروع توسعة الميدان وإنشاء مواقف خاصة للمواصلات.

## المعالم
- إحدى الحدائق النباتية في مصر
- إحدى كنائس القاهرة القبطية

## الأحداث
شهد مواجهات سقط فيها ضحايا يوم 25 يناير 2014.